# سید احمد مددی
سید احمد مددی (زاده ۱۳۲۹ خورشیدی) از فقهای معاصر شیعه، یکی از استادان برتر حوزه علمیه در شهر قم و یکی از اعضاء جامعه مدرسین حوزه علمیه می‌باشد. وی در نجف نزد سید ابوالقاسم خویی، سید حسن بجنوردی، سید روح الله خمینی و سید علی سیستانی درس خوانده و در قم نیز شاگرد مرتضی حائری یزدی بوده‌است. او یکی از گزینه های مرجعیت آینده شیعه از طیف نجفی ها (شاگردان آیت الله خویی ) می باشد

## زندگی‌نامه
سید احمد مددی، فرزند سید محمد و نوه سید علی مددی است. وی در سال ۱۳۷۰ قمری (مصادف با ۱۳۲۹ شمسی) در نجف به دنیا آمد. ایشان در پنج سالگی به همراه جدش سید علی مددی، به مشهد مهاجرت کرده و در مدارس ابتدائی آنجا شروع به تحصیل ابتدائی نمود. سپس به حوزه علمیه رفت و در آنجا ادامه تحصیلات عالیه را پی گرفت. او لمعه را در محضر پدرش آموخت. در نهایت برای ادامه تحصیلات در مقطع سطوح عالی و تدریس دروس ادبیات عرب، در سال ۱۳۸۹ قمری (مصادف با ۱۳۴۷ شمسی) به شهر نجف مهاجرت دوباره نمود. وی به مدت هفت سال از درس خارج سید ابوالقاسم خویی و همچنین دروس علمایی چون: سید علی سیستانی و سید روح‌الله خمینی بهره‌برد. یکی دیگر از استادان بزرگ وی، میرزا حسن بجنوردی می‌باشد که علاوه بر رابطهٔ خویشاوندی و شاگرد و استادی، انس و محبت زیادی در این میان برقرار بوده، که هنوز هم در کلام وی این محبت مشهود است. وی نواده دختری سید ابوالحسن اصفهانی، پسر دایی سید محمود هاشمی شاهرودی و پسر خاله سید محمد موسوی بجنوردی، به عنوان یکی از علمای طیف نجفی در قم شناخته می‌شود.
سید احمد در سال ۱۴۰۰ قمری به حج مشرف شد ولی توان بازگشت به عراق را نداشت. به همین جهت راهی قم شد. وی در قم، اولین درس لغت‌شناسی عربی را برقرار نمود. بعدها، سیدمحمود هاشمی و ایروانی، این دروس را در قم برقرار نمودند. مددی از معدود کسانی است که روش تحقیق سید محمدحسین بروجردی را ادامه داده و خود نیز در این راه دارای ابتکارات فراوانی می‌باشد. وی اکنون در حوزه علمیه قم، کرسی درس خارج داشته و به دروسی چون فقه، رجال، اصول فقه و درایه می‌پردازد. او توانسته با بسط و تکامل بخشیدن روش سید علی سیستانی و با ابداعات رجالی و حدیثی خویش، استقبال طلاب قمی را به مباحث جدیدش جلب کند.

## مرجعیت
بر طبق ادعای سایت تبیان، در رده بعدی علمای قم و مراجع تقلید شیعه، افرادی مورد گمانه‌زنی قرار گرفته‌اند، از جمله: سید محمدجواد علوی بروجردی، سید علی‌اصغر میلانی، سید احمد مددی، محمدتقی شهیدی زنجانی، سید علی محقق داماد، مهدی گنجعلی (گنجی)، سید منیر خباز، ابوالقاسم علیدوست و علی‌اکبر سیفی مازندرانی.

## استادان
از جمله استادان وی می‌توان به افراد ذیل اشاره کرد:

### مشهد
- محمدتقی نیشابوری، معروف به ادیب نیشابوری
- سید محمدعلی مددی (پدر سید احمد مددی)

### نجف
- سید ابوالقاسم خویی
- سید حسن بجنوردی
- سید روح‌الله خمینی
- سید علی سیستانی
- سید محمد علی موحد ابطحی
- شیخ صدرا بادکوبه ای
- سید محمد مهدی بجنوردی
- شیخ علی آزاد قزوینی

### قم
- مرتضی حائری یزدی

## شاگردان
از مهمترین شاگردانش، می‌توان به افرادی ذیل اشاره نمود:
- سید محمدرضا سیستانی (پسر سیدعلی سیستانی)
- سید حسن نصرالله (دبیرکل حزب‌الله لبنان)
- محمد سند
- سید یدالله یزدان پناه
- رضا رمضانی گیلانی
- علی امینی نژاد
- علی رضائی تهرانی
- سید علی موسوی
- سید محمد حسن حسيني موسوي آل قارون
- سید مهدی موسوی شکوری

## تالیفات و دروس
از جمله آثار علمی نگارش یافته از دروس وی:
- شرح مکاسب محرمه (یحیی عبداللهی)
- نظام قانون ولائی در فقه و اصول (یحیی عبداللهی)
- شرح مکاسب محرمه (کاظم دلیری)
- موقعیت شیخ انصاری در تاریخ علوم دینی
- جایگاه قرآن در فقاهت
- نگرشی بر حوزه‌های علمیه
- روش‌شناسی بحارالانوار
- نجف، آشیانه علم و اخلاق
- کتاب «نگاهی به دریا» تألیف سید احمد مددی است. این کتاب بر اساس مقالات و مباحث سید احمد مددی، دربارهٔ تاریخ حوزه‌های علوم دینی؛ تاریخ علم؛ آرا و احوال علمای برجسته شیعه نظیر شیخ مفید و شیخ انصاری ؛ کتاب‌شناسی مانند بررسی تفسیر قمی و تفسیر منسوب به امام حسن عسکری ؛ مباحث حدیثی، رجالی و فهرستی همچون مسلک فهرستی در قبال مسلک رجالی و … از سوی مؤسسه کتاب‌شناسی شیعه دربارهٔ آرا و آثار آیت‌الله مددی منتشر شده‌است. «نگاهی تحلیلی - تاریخی به حوزه‌های علمی» مفصل‌ترین بخش کتاب در قالب ۹مقاله است و «کتاب‌شناسی»، «حدیث و فهرست»، «اصول فقه» و «فقه» پنج بخش دیگر کتاب را تشکیل می‌دهند.[۱۹]

سید احمد مددی دروسی چون، درس خارج فقه و اصول، فقه و اصول مقارن، تاریخ فقه و اصول، علم حدیث و رجال، فرقه‌شناسی، تاریخ و… را در قم برپا نموده‌است. همچنین وی در طب سنتی صاحب نظر است. وی معتقد است اکثر یا همه روایات طب اسلامی، باطل و عاری از اعتبار می‌باشند.

## نظرات

### رساله حقوق امام سجاد
وی معتقد است که «رساله حقوق امام سجاد»، هیئتی جعلی دارد، ولی مفردات و محتوایش جعلی نیست.

### طب اسلامی
وی مخالف کلمه طب اسلامی است و اکثر یا تمام روایات در منابع اسلامی با موضوع طب را، جعلی یا غیر معتبر می‌داند. او معتقد است که اطباء برای مقبولیت بخشیدن به تجویزات خویش، کلامشان را به معصومین نسبت می‌دادند و این سبب می‌شد تا تجویزات این اطباء به عنوان روایت مشهور شود. از جمله این موارد، کتاب طب الرضا یا همان رساله ذهبیه است.

### ضعف حوزه و دانشگاه
وی معتقد است که، حوزه علمیه به جهت قرار گرفتن در متن انقلاب اسلامی ایران در سال ۱۳۵۷ شمسی و ارتباط این انقلاب با حوزه، دچار ضعف شد. البته او این ضعف را طبیعی قلمداد می‌کند. او همچنین معتقد است که در رشته‌ها علوم انسانی دانشگاه نیز ضعف‌هایی وجود دارد، از جمله نبود منابع علوم انسانی که از اسلام نشات گرفته باشد.